# Andrejs Koroļovs
Andrejs Koroļovs, ros. Andriej Korolow, Андрей Королёв (ur. 30 lipca 1969 w Baku) – łotewski żużlowiec, posiadający również polskie obywatelstwo.

## Życiorys

### Kariera sportowa
Srebrny medalista młodzieżowych indywidualnych mistrzostw Łotwy (1987). Dwukrotny medalista młodzieżowych indywidualnych mistrzostw Związku Radzieckiego: złoty (1989) oraz srebrny (1988). Dziewięciokrotny medalista indywidualnych mistrzostw Łotwy: pięciokrotnie złoty (1991, 1995, 1997, 2000, 2001), dwukrotnie srebrny (1992, 1993) oraz dwukrotnie brązowy (1994, 2006). Czterokrotny brązowy medalista drużynowych mistrzostw Rosji (1995, 1996, 2001, 2002). Brązowy medalista drużynowych mistrzostw Ukrainy (2009). Finalista indywidualnych mistrzostw Polski (Częstochowa 1997 – jako rezerwowy).
Finalista indywidualnych mistrzostw świata (Lwów 1990 – jako rezerwowy). Finalista indywidualnego Pucharu Mistrzów (Równe 1992 – IX miejsce). Brązowy medalista klubowego Pucharu Europy (Dyneburg 2001 – w barwach klubu SK Lokomotīve Dyneburg). Finalista mistrzostw Europy par (Gdańsk 2005 – VII miejsce). Finalista indywidualnych mistrzostw Europy (Miszkolc 2006 – XVI miejsce). Uczestnik turnieju o "Grand Prix Łotwy 2006" – jako rezerwowy (XVIII miejsce).
W rozgrywkach z cyklu drużynowych mistrzostw Polski reprezentant klubów: GKM Grudziądz (1992–1994, 2001), Unia Leszno (1995–2000), Wybrzeże Gdańsk (2002), Kolejarz Rawicz (2003), Start Gniezno (2004), Lokomotīve Dyneburg (2005–2009) oraz Polonia Piła (2010–2011).

### Życie prywatne
W 1996 roku otrzymał obywatelstwo polskie.